# Hidemasa Morita
Hidemasa Morita (守田 英正, Morita Hidemasa, Takatsuki, 10 mei 1995) is een Japans voetballer die als middenvelder speelt bij Kawasaki Frontale.

## Carrière

### Clubcarrière
Morita begon zijn carrière in 2018 bij Kawasaki Frontale. Met deze club werd hij in 2018 kampioen van Japan.

### Interlandcarrière
Morita maakte op 11 september 2018 zijn debuut in het Japans voetbalelftal tijdens een vriendschappelijke wedstrijd tegen Costa Rica.

## Statistieken
| Japans voetbalelftal | Japans voetbalelftal | Japans voetbalelftal |
| Jaar                 | Wed.                 | Dlp.                 |
| -------------------- | -------------------- | -------------------- |
| 2018                 | 2                    | 0                    |
| 2019                 | 1                    | 0                    |
| Totaal               | 3                    | 0                    |

1 Kawashima ·
2 Yamane ·
3 Taniguchi ·
4 Itakura ·
5 Nagatomo ·
6 Endo ·
7 Shibasaki ·
8 Doan ·
9 Mitoma ·
10 Minamino ·
11 Kubo ·
12 Gonda ·
13 Morita ·
14 J. Ito ·
15 Kamada ·
16 Tomiyasu ·
17 Tanaka ·
18 Asano ·
19 Sakai ·
20 Machino ·
21 Ueda ·
22 Yoshida  ·
23 Schmidt ·
24 Soma ·
25 Maeda ·
26 H. Ito ·
Coach: Moriyasu